# Christine Ross Barker
Christine Ross Barker (2 de enero de 1866 - 25 de junio de 1940) fue una pacifista y sufragista canadiense, activa en el período de entreguerras. Fue miembro del Movimiento Georgista, sirviendo como presidenta de la Liga Femenina Henry George en Manhattan y fue una de las fundadoras y primera presidenta de la Unión Femenina de Paz radical.

## Primeros años
Christine Ross nació el 2 de enero de 1866, en Little Bras d'Or en la Isla de Cabo Bretón, Nueva Escocia, Canadá, de Christina Isabella (nacida MacKay/McKay) y John Ross. Poco se sabe de sus primeros años, pero se mudó a la ciudad de Nueva York y se casó con Wesley E. Barker el 23 de diciembre de 1903 en Manhattan. Barker era hijo de Hersey (nacida Knowlton) y Wesley E. Barker, de Springfield (Massachusetts). Su marido, conocido como "Will" era periodista y miembro del Manhattan Single Tax Club. En 1905 en Manhattan, la pareja tuvo una hija, Mary Ross Barker, que más tarde se convertiría en educadora y sería honrada con la Orden de Canadá.

## Carrera
Barker se involucró en el movimiento de sufragio femenino así como en la Liga Femenina Henry George (WHGL) de Manhattan. En 1904, habló en nombre de la liga, haciendo presentaciones con Carrie Chapman Catt y Maud Nathan. En 1905, se convirtió en presidenta de la WHGL, cuyo objetivo era reemplazar todas las formas de impuestos con un único impuesto sobre los recursos, es decir, una forma de alquiler de terrenos. Participó en el desfile de la Unión de Sufragio de Mujeres Progresistas en Wall Street en Manhattan en 1908, y fue uno de los miembros de la junta ejecutiva de la organización. Alrededor de 1910, la familia se mudó a North Cambridge, Massachusetts, y al año siguiente, regresaron a Canadá, trasladándose a Toronto. Al igual que en Estados Unidos, Barker se involucró en causas sufragistas, uniéndose a la Asociación Canadiense del Sufragio Femenino.
Durante la Primera Guerra Mundial, Barker rompió filas con el club de mujeres de negocios de Toronto, que dirigía, porque favorecían la guerra. En cambio, apoyó activamente a las mujeres reunidas en La Haya, que formarían la Liga Internacional de Mujeres por la Paz y la Libertad (LIMPAL). Aunque era miembro de la LIMPAL,] Barker sintió que les faltaba resolución para mantener la lucha como pacifistas y se comprometieron para la guerra comprando bonos de guerra, tejiendo artículos y envolviendo vendas. Cuando en 1921, Barker propuso que se celebrara una conferencia en Niagara-on-the-Lake, Ontario, entre mujeres estadounidenses y canadienses para discutir sus objetivos pacifistas, se dirigió a la Sociedad de Mujeres por la Paz (WPS) en lugar de a la LIMPAL para que la ayudara a organizarla. La WPS se había separado de la LIMPAL por la misma falta de compromiso con la causa que preocupaba a Barker. De la conferencia, celebrada entre el 19 y el 21 de agosto, surgió la creación de la Unión de Mujeres por la Paz, para unir a las mujeres de Canadá, América Latina y Estados Unidos para trabajar por la paz, Barker fue la primera presidenta, junto con Margaret Long Thomas de la ciudad de Nueva York, que fue nombrada secretaria, y Gertrude Franchot Tone de Niagara Falls (Nueva York), que fue la tesorera. El único propósito de la organización era aprobar una enmienda constitucional en Estados Unidos para prohibir la guerra.
En septiembre de 1927, Barker fue una de las oradoras destacadas en el Congreso de Henry George, celebrado en la ciudad de Nueva York. No únicamente participó en los Congresos de la sociedad, asistiendo a las reuniones de 1934, 1936 y 1938, sino que también participó activamente en la Escuela Henry George de Toronto. Su marido murió el 26 de junio de 1936, dos semanas después de haber asistido a la Cena de la Escuela de 1936 en la ciudad de Nueva York.
Barker murió el 25 de junio de 1940 en London (Ontario), Canadá, y fue enterrada en el Cementerio Brookside, New Glasgow, Condado de Pictou, Nueva Escocia.